# جاك كلاين
جاك كلاين (بالبرتغالية: Jacques Klein‏) هو عازف جاز وملحن وعازف بيانو برازيلي، ولد في 10 يوليو 1930 في أراكاتي في البرازيل، وتوفي في 24 أكتوبر 1982 في ريو دي جانيرو في البرازيل.